# Evan Crawford
Pour les articles homonymes, voir Crawford.
Evan Shane Crawford (né le 2 septembre 1986 à Prattville, Alabama, États-Unis) est un lanceur de relève gaucher des Ligues majeures de baseball qui a joué avec les Blue Jays de Toronto en 2012.

## Carrière
Athlète évoluant à l'Université d'Auburn en Alabama, Evan Crawford est un choix de huitième ronde des Blue Jays de Toronto en 2008.
Il fait ses débuts dans le baseball majeur comme lanceur de relève avec les Blue Jays le 15 avril 2012.